# 神奈川県保健福祉局
神奈川県健康医療局 （かながわけんほけんふくしきょく）は、神奈川県局設置条例により神奈川県に置かれる知事部局の一つ。

## 分掌事務
1. 保健衛生に関する事項
2. 社会福祉に関する事項
3. 社会保障に関する事項

## 組織
- 局長
  - 総務室
  - 保健医療部
    - 医療企画課、医療整備・人材課、がん・疾病対策課、医療保険課、健康危機・感染症対策課、県立病院課

  - 生活衛生部
    - 生活衛生課、薬務課

## 出先機関
- 衛生研究所
- 平塚保健福祉事務所
- 鎌倉保健福祉事務所
- 小田原保健福祉事務所
- 茅ヶ崎保健福祉事務所
- 厚木保健福祉事務所
- 煤ヶ谷診療所
- 衛生看護専門学校
- よこはま看護専門学校
- 平塚看護大学校
- 精神保健福祉センター
- 食肉衛生検査所
- 動物保護センター